# Eberhard av Friuli
Eberhard, också kallad Evrard och Erhard, född ca 815, död 16 december 866, var hertig av Friuli från 846. Han var gift med Ludvig den frommes dotter Gisele. De fick nio barn tillsammans.